# 均聚物
均聚物（英語：homopolymer）又稱 同聚物、均聚合物、同元聚合物，是僅由一种单体聚合而成的聚合物，与多种单体聚合而成的共聚物相对应。均聚物的结构形如A-A-A-A-A-A-A-A-A-A-简单重复。

常见的均聚物有：聚丙烯（PP）、聚乙烯（PE）、聚氯乙烯（PVC）。
在均聚物的主链上交替加入如-[CH2]-支链可形成交替共聚物，如均聚甲醛转换成共聚甲醛。交替共聚物是共聚物的一种类型，形如A-B-A-B-A-B-A-B-A-B